# Tribogna
Tribogna es una localidad y comune italiana de la provincia de Génova, región de Liguria, con 615 habitantes.

## Evolución demográfica
| Gráfica de evolución demográfica de Tribogna entre 1861 y 2001 |
|                                                                |
| Fuente ISTAT - elaboración gráfica de Wikipedia                |